# Alvin Pam
Alvin Pam (, ) é um psicólogo e escritor americano que foi anteriormente diretor de psiquiatria do Bronx Psychiatric Center no Bronx, na cidade de Nova York, Nova York. Ele também atuou anteriormente como professor clínico no Albert Einstein College of Medicine. Com Colin A. Ross, ele foi o coautor e co-editor do livro Pseudoscience in Biological Psychiatry: Blaming the body, de 1995, que critica duramente o campo da psiquiatria biológica e os seus pressupostos. Enquanto trabalhava no Centro Psiquiátrico do Bronx, Pam leu o livro Imagining Robert de Jay Neugeboren, que o convenceu a tentar tratar o irmão de Neugeboren, Robert, sobre quem o livro foi escrito. Pam discordou do consenso da equipa do centro de que Robert nunca poderia viver sozinho. Pouco depois de Robert chegar ao Centro Psiquiátrico do Bronx em 1998, Pam disse a Jay que, pouco depois de começar a tomar medicamentos antipsicóticos atípicos, o seu irmão estava repentinamente pronto para ter alta. Jay mais tarde creditou Pam, entre outros, por permitirem que Robert vivesse sem qualquer necessidade de intervenção psiquiátrica por mais de seis anos, "o período mais longo da sua vida adulta".